# 苍山杜鹃
苍山杜鹃（学名：Rhododendron dimitrum）为杜鹃花科杜鹃花属下的一个种。

## 扩展阅读
- 維基物種上的相關：苍山杜鹃